# Klaas' koekoek
De Klaas' koekoek (Chrysococcyx klaas) is een vogel uit de familie Cuculidae (koekoeken). De vogel is genoemd naar de Hottentotse gids van de Franse onderzoeker François Le Vaillant die Klaas heette (waarschijnlijk door de Afrikaners zo genoemd).

## Herkenning
De vogel is gemiddeld 18 cm lang en weegt 26 g. Een volwassen mannetje is groen gekleurd van boven met een metaalglans. Dit groen reikt van de kruin en nek, over de rug en vleugeldekveren tot op de bovenkant van de staart. De buitenste staartpennen zijn wit, net als de onderkant. De flanken zijn groen gestreept, de oogring is groen net als de snavel en ook de poten zijn groenachtig. Het vrouwtje mist de metaalglans en is eerder grijsbruin dan groen (maar soms heeft ze dezelfde bevedering als het mannetje). De borst is wit met fijne bruine lijntjes. Onvolwassen vogels zijn ook doffer groen gekleurd en met een bandering op zowel de vleugels als de rug.

## Taxonomie
De geldige wetenschappelijke beschrijving is gemaakt door James Francis Stephens. Stephens baseerde zich echter op het werk van de Franse onderzoeker Le Vaillant die in opdracht van de vader van Coenraad Jacob Temminck vogelonderzoek deed in de Nederlandse Kaapkolonie. Le Vaillant maakte geen gebruik van de binominale nomenclatuur, waardoor zijn Franse beschrijving niet voldeed aan de voorwaarden voor een wetenschappelijke beschrijving. Stephens nam echter wel de verwijzing naar de inlandse gids met de naam Klaas van Le Vaillant over.

## Verspreiding en leefgebied
Deze soort komt wijdverspreid voor in Afrika bezuiden de Sahara. Het leefgebied bestaat uit half open bosgebieden zoals savanne met bomen en struikgewas, zowel in laagland als gebieden tot op 3000 m boven de zeespiegel.

## Status
De grootte van de wereldpopulatie is niet gekwantificeerd. Men veronderstelt dat de soort in aantal stabiel is. Om deze redenen staat de Klaas' koekoek als niet bedreigd op de Rode Lijst van de IUCN.